# Gătaia
Gătaia (hongrois : Gátalja; allemand : Gattaja, Gothal ou Gatei; serbe en écriture cyrillique : Гатаја et serbe : Gataja) est une ville roumaine du județ de Timiș qui compte 5 861 habitants.